# Loco (canción)
«Loco» es una canción y el primer sencillo del dúo de reggeaton puertorriqueño Jowell & Randy de su álbum debut El Momento lanzado el 27 de febrero de 2010 mientras que el remix a dúo con Wisin & Yandel, fue lanzado el 15 de junio de mismo año.

## Remix
Se hizo un remix con Wisin & Yandel que se estrenó el 25 de junio de 2010 por programa de radio e internet Reggaeton 94 El Coyote The Show.

## Actuaciones en directo
La versión remix fue presentada en los Premios Juventud 2010 el 15 de julio, antes de eso, Wisin & Yandel interpretó su sencillo "Irresistible", incluyendo una coreografía de los bailarines de Step Up 3D bailando detrás de ellos.

## Video musical
Un video musical para ambas versiones (versión del álbum y remix), fue filmado en un yate que se desplaza por el mar Caribe el 23 de febrero de 2010 en San Juan, Puerto Rico, dirigida por el director de videos musicales Ulysses Terrero hermano de Jessy Terrero quien a filmado la mayoría de videos para Wisin y Yandel.
El video de la versión del álbum se estrenó el 30 de marzo de 2010, mientras que la versión remix con Wisin & Yandel se estrenó el 8 de julio de 2010.

## Posición en listas
| Lista (2010)                        | Posición máxima |
| ----------------------------------- | --------------- |
| Estados Unidos Hot Latin Songs      | 22              |
| Estados Unidos Latin Pop Songs      | 15              |
| Estados Unidos Latin Tropical Songs | 3               |